# تاریخچه ویکی‌پدیا

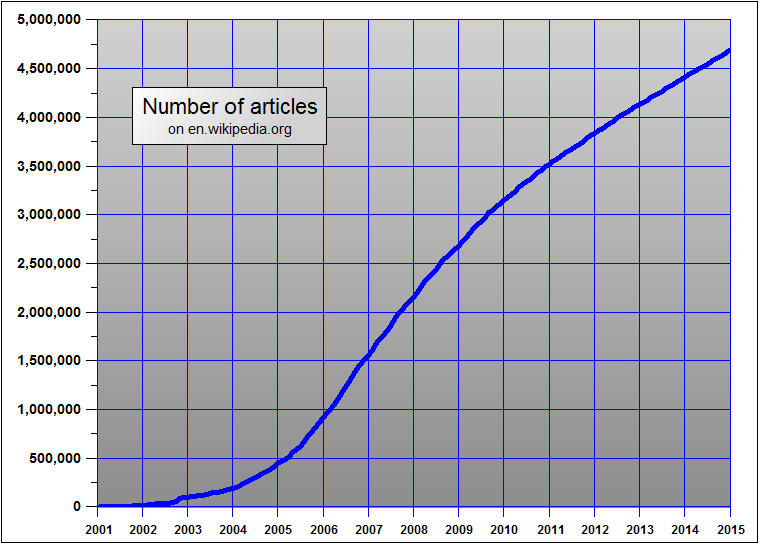
نمودارِ ایجاد بیش از ۵ میلیون مقاله در ویکی انگلیسی و ۳۷ میلیون مقالهٔ کلی که معادل با ۲۰۰۰ و ۱۶٬۰۰۰جلد دانشنامهٔ بریتانیکا است.

ویکی‌پدیا در ۱۵ ژانویهٔ ۲۰۰۱ توسط جیمی ویلز و لَری سَنگِر به‌طور رسمی بنیاد نهاده شد.

## تاریخچه
هرچند شالودهٔ تکنیکیِ ایجاد ویکی‌پدیا به نخستین مقالات دانشنامه‌ایِ برخط به سال ۱۹۹۲ و نوشته‌های ریگ گیتس (از پیشگامان اینترنت) برمی‌گردد، اما فعالیت‌های ریچارد استالمن در سال ۲۰۰۰ را می‌توان نقطهٔ عطفی در شروع دانشنامه‌نویسی برخط دانست. استالمن، با تأکید بر استفادهٔ آزادِ اطلاعات و محتویات متن‌باز و عدم تمرکز سازمانی، بر ایدهٔ تشکیل دانشنامهٔ برخط آزاد اثر گذاشت.
جیمی ویلز در سال ۲۰۰۰ نیوپدیا را ـ که یک دانشنامهٔ برخط بود و توسط خبرگانِ فن ویرایش می‌شد ـ منتشر می‌کرد. با تبدیل امتیاز آن به پروانه مستندات آزاد گنو و با استفاده از روش‌های فنیِ ویکی، که ابداع‌کنندهٔ آن وارد کانینگهام بود، ویکی‌پدیا متولد شد.
عده‌ای از سردبیران از اینکه نیوپدیا به سبک ویکی اداره شود، خشنود نبودند و مقاومت می‌کردند. سَنگِر پیشنهاد داد پروژهٔ جدید به نام «ویکی‌پدیا» نامیده شود و به‌زودی با نشانی اینترنتیِ wikipedia.com در روز دوشنبه ۱۵ ژانویهٔ ۲۰۰۱ راه‌اندازی شد. سِرورهای آن در سن دیگو واقع شده و توسط شرکت بومیس تأمین شده بود. در اوت ۲۰۰۲ جیمی ویلز اعلام کرد که تبلیغ تجارتی در ویکی‌پدیا گنجانده نمی‌شود؛ بر این اساس، آدرس وبگاه آن به Wikipedia.org تغییر یافت.

## ترافیک
برطبق آمار اَلِکسا، ویکی‌پدیا هفتمین صفحهٔ پربیننده در اینترنت است و برطبق کام اسکور، این وبگاه در هر ماه و فقط در ایالات متحدهٔ آمریکا بیش از ۱۱۷ میلیون بار دیده می‌شود و آمار جهانیِ بازدید آن ۱۸ میلیارد بار است.

## لوگو

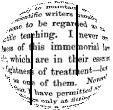
‏۲۰۰۱
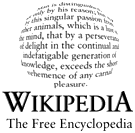
‏۲۰۰۳–۲۰۰۱
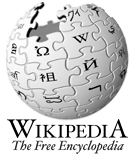
‏۲۰۰۳–۲۰۱۰
مهٔ ۲۰۱۰ – اکنون

## پروژه‌ها
پس از تشکیل بنیاد ویکی‌مدیا در سال ۲۰۰۲، نخستین پروژهٔ خواهر یعنی Wiktionary ایجاد گردید و پروژه‌های دیگر به‌تدریج در سال ۲۰۰۳ راه‌اندازی شد.